# Лозова (Шаргородська міська громада)
Лозова́ — село в Україні, у Шаргородській міській громаді Жмеринського району Вінницької області. Населення становить 1369 осіб.

## Географія
Село розташоване на березі річки Кадуб, яка впадає у річку Лозову, праву притоку Мурафи.

## Історія
Село засноване 1550 року.
Під час проведеного радянською владою Голодомору 1932—1933 років померло щонайменше 388 жителів села.
12 червня 2020 року відповідно до Розпорядження Кабінету Міністрів України № 707-р «Про визначення адміністративних центрів та затвердження територій територіальних громад Вінницької області» увійшло до складу Шаргородської міської громади.
19 липня 2020 року, в результаті адміністративно-територіальної реформи та ліквідації Шаргородського району, село увійшло до складу Жмеринського району.

## Релігія
У селі була стародавня козацька церква Покрови Пресвятої Богородиці, яка належала релігійній громаді УПЦ (МП) Могилів-Подільській єпархії. Через низьку освіченість та бажання нашкодити Україні віряни Московського патріархату розібрали її наприкінці 2016 року, щоб збудувати на її місці новий храм.
Церква Покрови Пресвятої Богородиці було побудовано у 1700—1702 роках, вона була однією з найстаріших дерев'яних церков на Поділлі і мала статус пам'ятки національного значення України.

## Відомі особи
У часи німецько-радянської війни (1941—1945) два мешканця села, за проявлений героїзм у боях з німецькими окупантами, стали кавалерами трьох орденів Слави:
- Гаврилюк Іван Климентійович (1904—1981) — повний кавалер ордена Слави
- Дудник Андрій Романович (1922—1987) — повний кавалер ордена Слави

У 1947 році за доблесну працю Указом Президії Верховної ради СРСР сім колгоспників колгоспу «Прогрес» удостоєні високого звання Героя Соціалістичної Праці із врученням їм Золотої Зірки та ордена Леніна:
- Марценюк Пилип Петрович (19.07.1919 — червень 1995), голова колгоспу
- Байда Іван Мойсейович (червень 1913 — 30.11.1969), бригадир рільничої бригади
- Білінська Ганна Григорівна (листопад 1925 — 09.08.1987), ланкова рільничої ланки
- Матусяк Андрій Онисимович (травень 1914 — 12.10.1988), бригадир рільничої бригади
- Меєр Олександра Тимофіївна (04.04.1929 — 28.05.2012), ланкова рільничої бригади
- Садова Олександра Семенівна (березень 1930 — 27.05.1990), ланкова рільничої бригади
- Щербатюк Явдоха Остапівна (березень 1899 — 12.05.1960), ланкова рільничої бригади

## Галерея

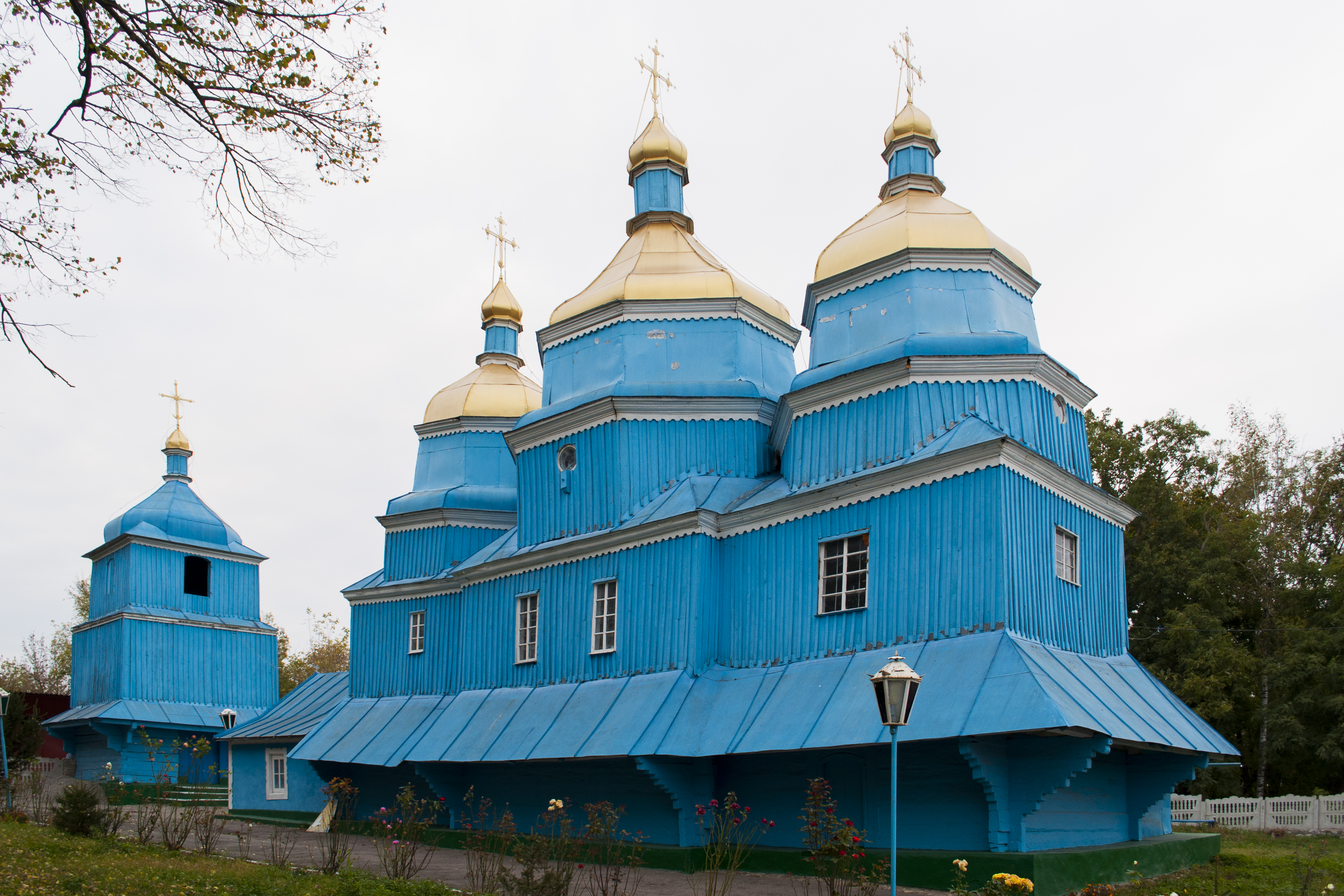
Покровська церква й дзвіниця
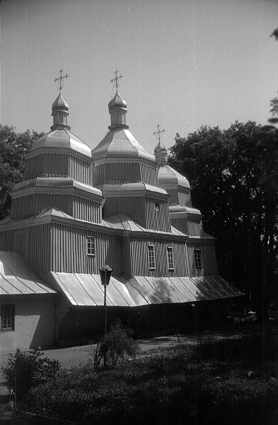
Церква Пресвятої Богородиці
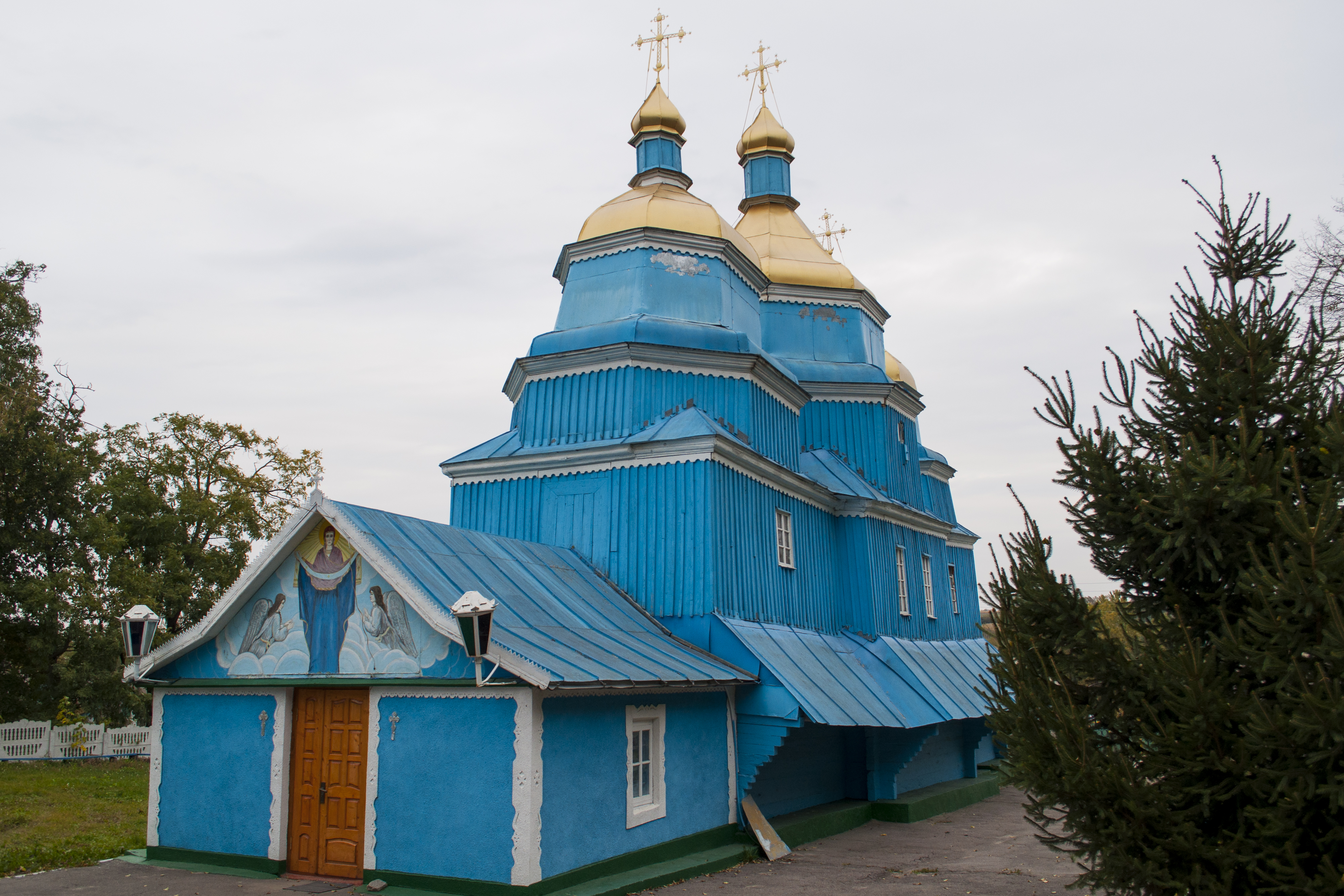
Церква Покрови Пресвятої Богородиці

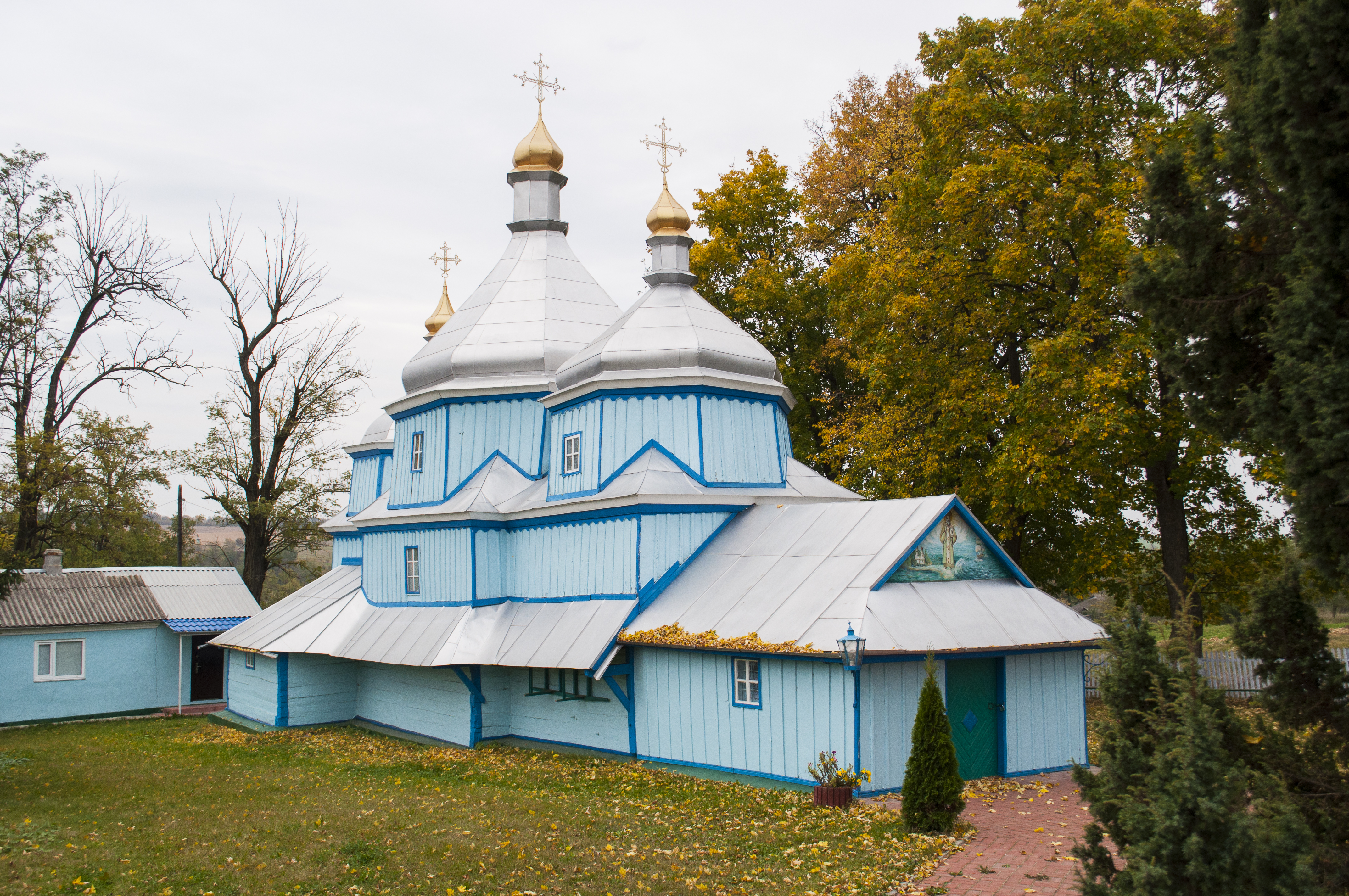
Церква
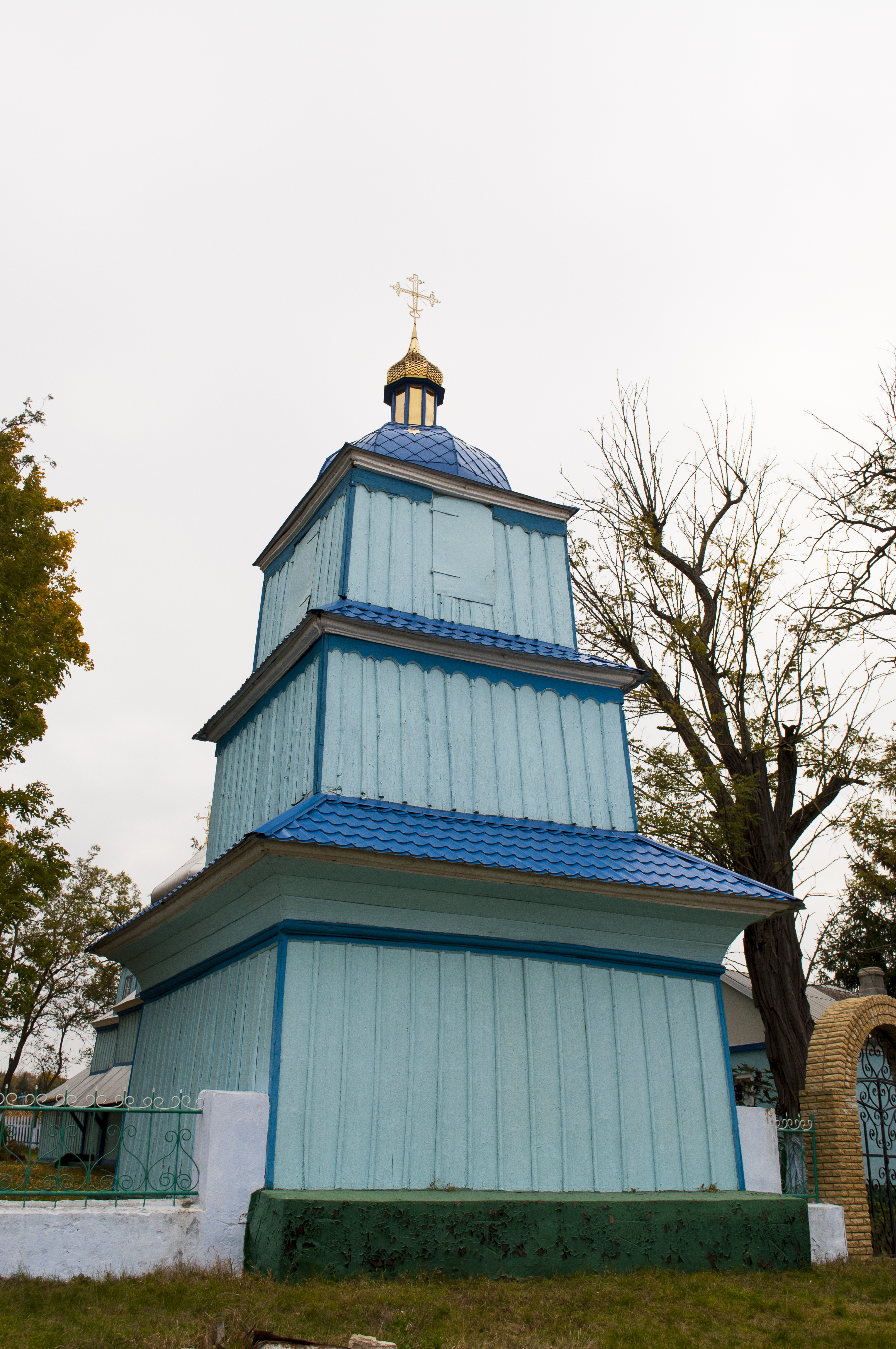
Дзвіниця церкви св. Миколая
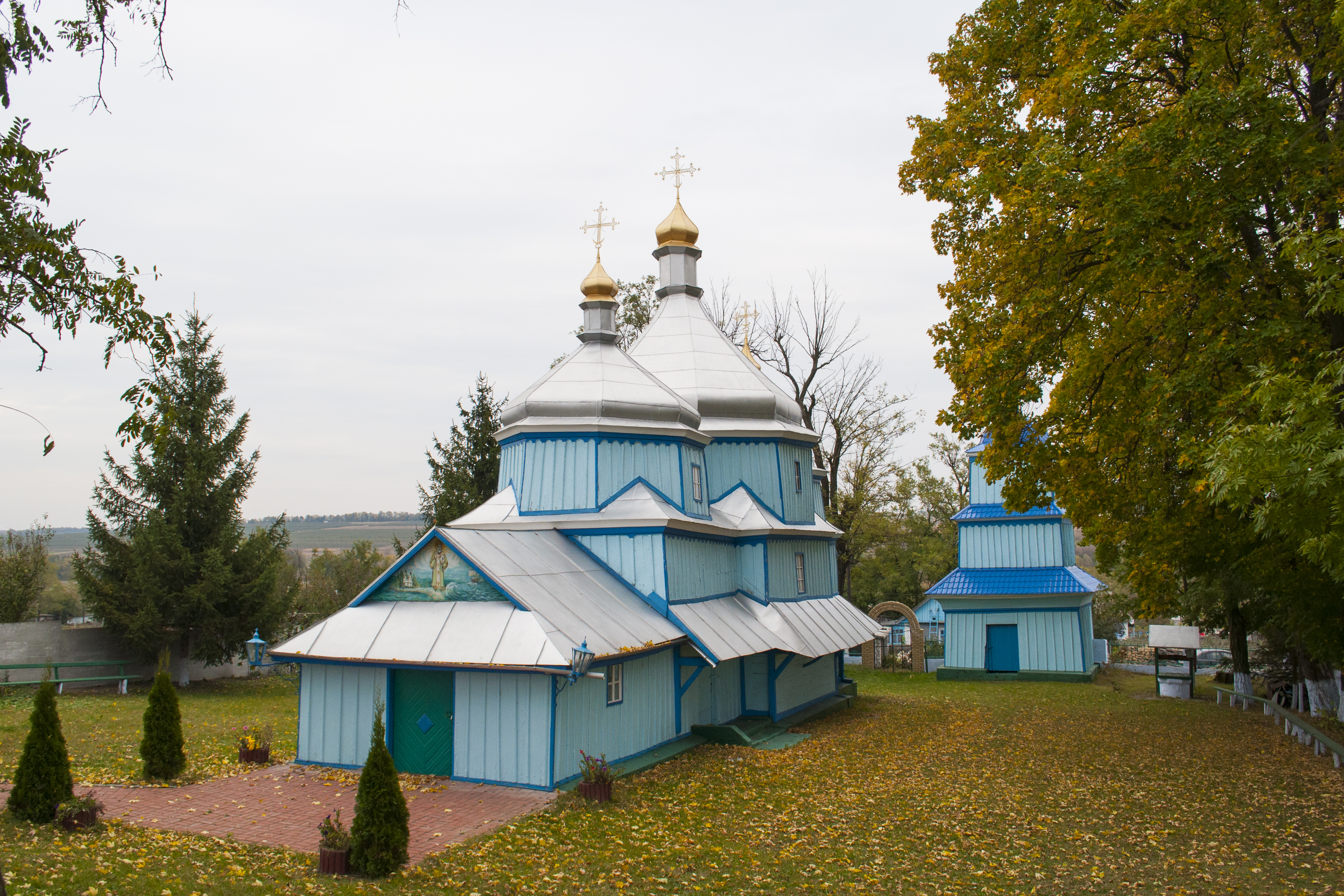
Церква св. Миколая